# Apple Valley Highlands
Apple Valley Highlands es un área no incorporada ubicada en el condado de San Bernardino en el estado estadounidense de California.

## Geografía
Apple Valley Highlands se encuentra ubicada en las coordenadas 34°23′28″N 117°13′3″O / 34.39111, -117.21750.